# Luleå och Haparanda valkrets
Luleå och Haparanda valkrets var vid riksdagsvalen till andra kammaren 1896–1908 en egen valkrets med ett mandat. Valkretsen, som omfattade Luleå och Haparanda städer men inte den mellanliggande landsbygden, avskaffades vid införandet av proportionellt valsystem inför andrakammarvalet 1911, då Luleå överfördes till Norrbottens läns södra valkrets och Haparanda till Norrbottens läns norra valkrets.

## Riksdagsmän
- Karl Husberg (1897–1902)
- Paul Hellström, lib s (1903–1905)
- Fredrik Berglund, lib s (1906–1911)

## Valresultat

### 1896
| Andrakammarvalet i Sverige 1896: Luleå och Haparanda städers valkrets | Andrakammarvalet i Sverige 1896: Luleå och Haparanda städers valkrets | Andrakammarvalet i Sverige 1896: Luleå och Haparanda städers valkrets | Andrakammarvalet i Sverige 1896: Luleå och Haparanda städers valkrets | Andrakammarvalet i Sverige 1896: Luleå och Haparanda städers valkrets |
| Kandidat                                                              | Kandidat                                                              | Röster                                                                | Röster                                                                | Röster                                                                |
| Kandidat                                                              | Kandidat                                                              | Antal                                                                 | %                                                                     | +− %                                                                  |
| --------------------------------------------------------------------- | --------------------------------------------------------------------- | --------------------------------------------------------------------- | --------------------------------------------------------------------- | --------------------------------------------------------------------- |
|                                                                       | Karl Husberg (konservativ frih.)                                      | 122                                                                   | 95,3                                                                  |                                                                       |
|                                                                       | Magnus Alsterlund (Nya C)                                             | 6                                                                     | 4,7                                                                   |                                                                       |
| Antal giltiga röster                                                  | Antal giltiga röster                                                  | 128                                                                   |                                                                       |                                                                       |
| Kasserade röster                                                      | Kasserade röster                                                      | 0                                                                     |                                                                       |                                                                       |
| Totalt                                                                | Totalt                                                                | 128                                                                   |                                                                       |                                                                       |

Valet hölls den 10 september 1896. Valkretsen hade 8 228 invånare den 31 december 1895, varav 537 eller 6,5 % var valberättigade. 128 personer deltog i valet, ett valdeltagande på 23,8 %.

### 1899
| Andrakammarvalet i Sverige 1899: Luleå och Haparanda städers valkrets | Andrakammarvalet i Sverige 1899: Luleå och Haparanda städers valkrets | Andrakammarvalet i Sverige 1899: Luleå och Haparanda städers valkrets | Andrakammarvalet i Sverige 1899: Luleå och Haparanda städers valkrets | Andrakammarvalet i Sverige 1899: Luleå och Haparanda städers valkrets |
| Kandidat                                                              | Kandidat                                                              | Röster                                                                | Röster                                                                | Röster                                                                |
| Kandidat                                                              | Kandidat                                                              | Antal                                                                 | %                                                                     | +− %                                                                  |
| --------------------------------------------------------------------- | --------------------------------------------------------------------- | --------------------------------------------------------------------- | --------------------------------------------------------------------- | --------------------------------------------------------------------- |
|                                                                       | Karl Husberg (konservativ)                                            | 72                                                                    | 100,0                                                                 | ▲4,7                                                                  |
| Antal giltiga röster                                                  | Antal giltiga röster                                                  | 72                                                                    |                                                                       |                                                                       |
| Kasserade röster                                                      | Kasserade röster                                                      | 0                                                                     |                                                                       |                                                                       |
| Totalt                                                                | Totalt                                                                | 72                                                                    |                                                                       |                                                                       |

Valet hölls den 26 augusti 1899. Valkretsen hade 9 839 invånare den 31 december 1898, varav 1 066 eller 10,8 % var valberättigade. 72 personer deltog i valet, ett valdeltagande på 6,8 %.

### 1902
| Andrakammarvalet i Sverige 1902: Luleå och Haparanda städers valkrets | Andrakammarvalet i Sverige 1902: Luleå och Haparanda städers valkrets | Andrakammarvalet i Sverige 1902: Luleå och Haparanda städers valkrets | Andrakammarvalet i Sverige 1902: Luleå och Haparanda städers valkrets | Andrakammarvalet i Sverige 1902: Luleå och Haparanda städers valkrets |
| Kandidat                                                              | Kandidat                                                              | Röster                                                                | Röster                                                                | Röster                                                                |
| Kandidat                                                              | Kandidat                                                              | Antal                                                                 | %                                                                     | +− %                                                                  |
| --------------------------------------------------------------------- | --------------------------------------------------------------------- | --------------------------------------------------------------------- | --------------------------------------------------------------------- | --------------------------------------------------------------------- |
|                                                                       | Paul Hellström                                                        | 270                                                                   | 62,1                                                                  |                                                                       |
|                                                                       | Karl Fredholm (högern)                                                | 165                                                                   | 37,9                                                                  |                                                                       |
| Antal giltiga röster                                                  | Antal giltiga röster                                                  | 435                                                                   |                                                                       |                                                                       |
| Kasserade röster                                                      | Kasserade röster                                                      | 0                                                                     |                                                                       |                                                                       |
| Totalt                                                                | Totalt                                                                | 435                                                                   |                                                                       |                                                                       |

Valet hölls den 13 september 1902. Valkretsen hade 10 966 invånare den 31 december 1901, varav 834 eller 7,7 % var valberättigade. 435 personer deltog i valet, ett valdeltagande på 51,6 %.

### 1905
| Andrakammarvalet i Sverige 1905: Luleå och Haparanda städers valkrets | Andrakammarvalet i Sverige 1905: Luleå och Haparanda städers valkrets | Andrakammarvalet i Sverige 1905: Luleå och Haparanda städers valkrets | Andrakammarvalet i Sverige 1905: Luleå och Haparanda städers valkrets | Andrakammarvalet i Sverige 1905: Luleå och Haparanda städers valkrets |
| Kandidat                                                              | Kandidat                                                              | Röster                                                                | Röster                                                                | Röster                                                                |
| Kandidat                                                              | Kandidat                                                              | Antal                                                                 | %                                                                     | +− %                                                                  |
| --------------------------------------------------------------------- | --------------------------------------------------------------------- | --------------------------------------------------------------------- | --------------------------------------------------------------------- | --------------------------------------------------------------------- |
|                                                                       | Fredrik Berglund                                                      | 404                                                                   | 55,4                                                                  |                                                                       |
|                                                                       | Paul Hellström                                                        | 325                                                                   | 44,6                                                                  | ▼17,5                                                                 |
| Antal giltiga röster                                                  | Antal giltiga röster                                                  | 729                                                                   |                                                                       |                                                                       |
| Kasserade röster                                                      | Kasserade röster                                                      | 5                                                                     |                                                                       |                                                                       |
| Totalt                                                                | Totalt                                                                | 734                                                                   |                                                                       |                                                                       |

Valet hölls den 9 september 1905. Valkretsen hade 10 298 invånare den 31 december 1904, varav 1 059 eller 10,3 % var valberättigade. 734 personer deltog i valet, ett valdeltagande på 69,3 %.

### 1908
| Andrakammarvalet i Sverige 1908: Luleå och Haparanda städers valkrets | Andrakammarvalet i Sverige 1908: Luleå och Haparanda städers valkrets | Andrakammarvalet i Sverige 1908: Luleå och Haparanda städers valkrets | Andrakammarvalet i Sverige 1908: Luleå och Haparanda städers valkrets | Andrakammarvalet i Sverige 1908: Luleå och Haparanda städers valkrets |
| Kandidat                                                              | Kandidat                                                              | Röster                                                                | Röster                                                                | Röster                                                                |
| Kandidat                                                              | Kandidat                                                              | Antal                                                                 | %                                                                     | +− %                                                                  |
| --------------------------------------------------------------------- | --------------------------------------------------------------------- | --------------------------------------------------------------------- | --------------------------------------------------------------------- | --------------------------------------------------------------------- |
|                                                                       | Fredrik Berglund                                                      | 313                                                                   | 67,5                                                                  | ▲ 12,1                                                                |
|                                                                       | Olof Bergqvist (höger)                                                | 151                                                                   | 32,5                                                                  |                                                                       |
| Antal giltiga röster                                                  | Antal giltiga röster                                                  | 464                                                                   |                                                                       |                                                                       |
| Kasserade röster                                                      | Kasserade röster                                                      | 4                                                                     |                                                                       |                                                                       |
| Totalt                                                                | Totalt                                                                | 468                                                                   |                                                                       |                                                                       |

Valet hölls den 6 september 1908. Valkretsen hade 10 653 invånare den 31 december 1907, varav 1 075 eller 10,1 % var valberättigade. 468 personer deltog i valet, ett valdeltagande på 43,5 %.